# Connector de seguretat Kensington
El connector de seguretat Kensington és part d'un sistema antirobatori dissenyat per Kensington Computer Products Group. Està disponible en molts aparells electrònics, particularment els de més valor però de poc pes o grandària. És fet per un forat petit, reforçat metàl·licament, en el qual s'enganxa un cadenat lligat mitjançant un cable que es pot fixar a un objecte fix per així evitar que l'aparell sigui estirat.

## Imatges descriptives

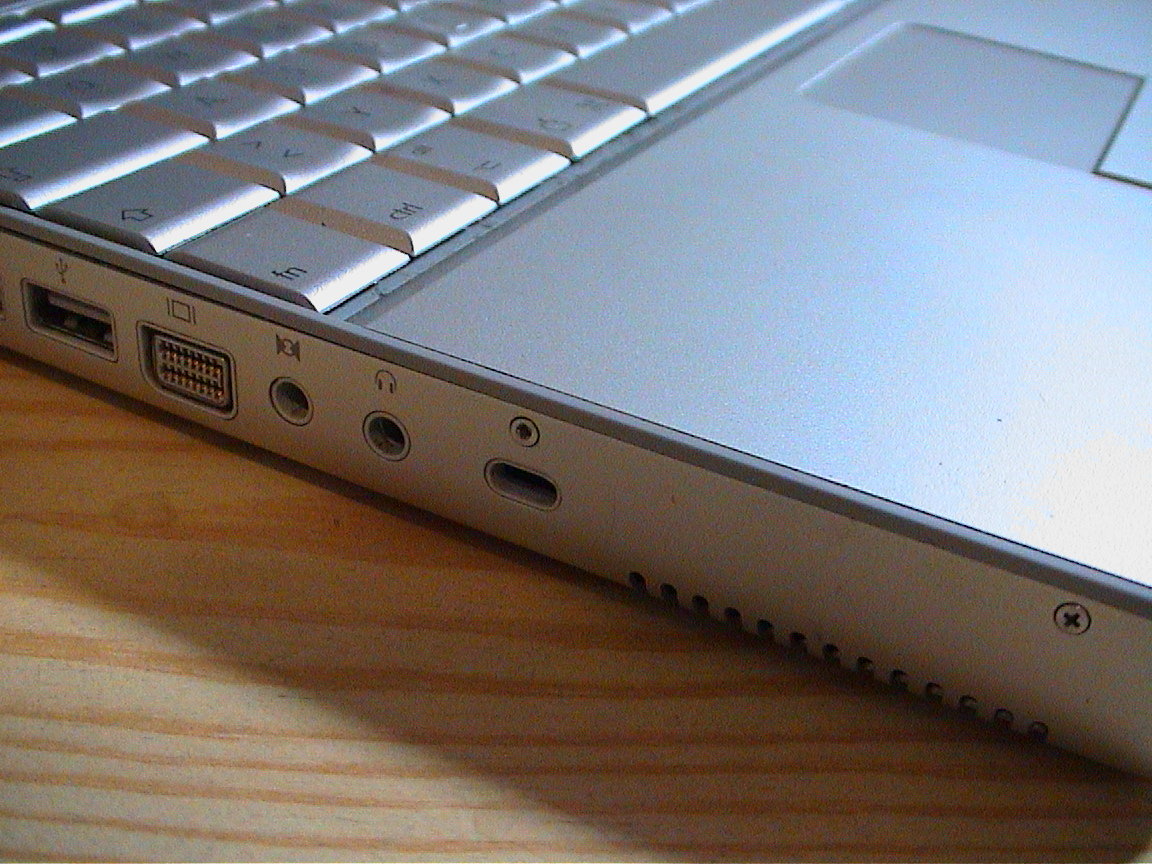
Forat per al connector
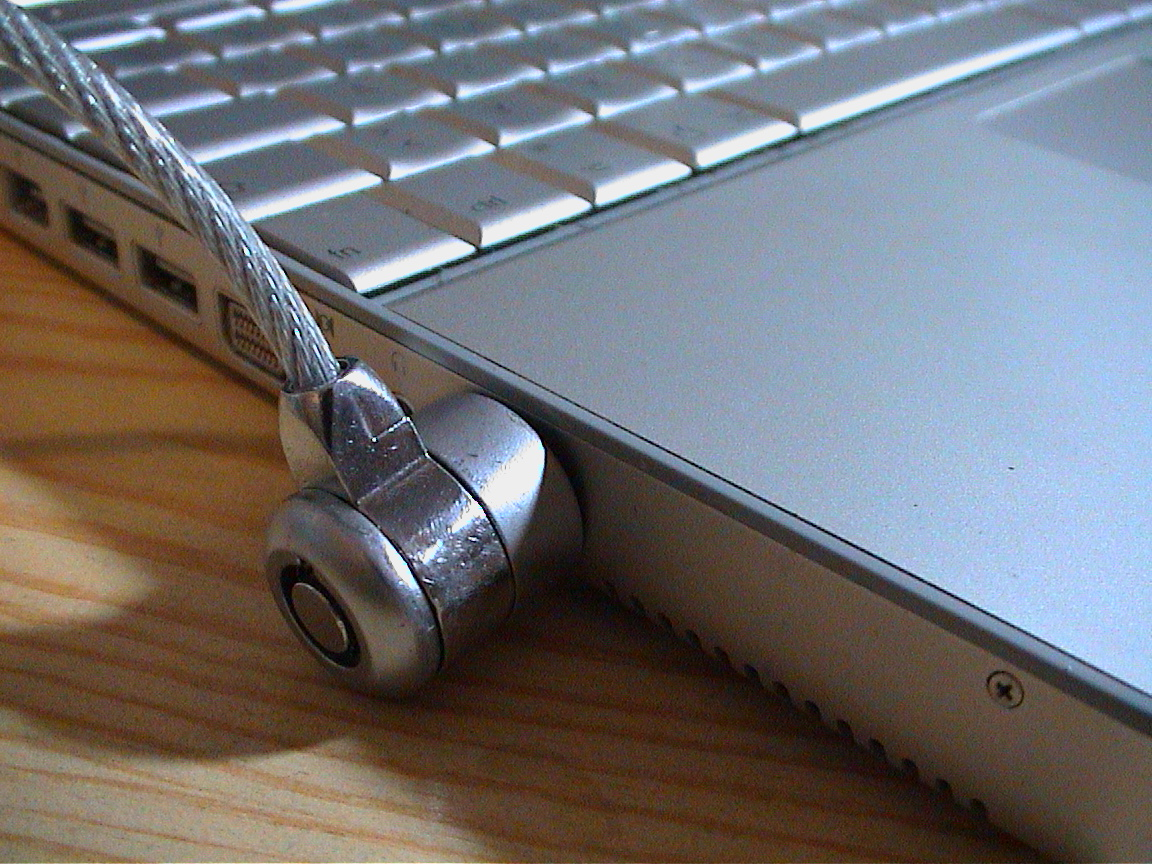
Connexió
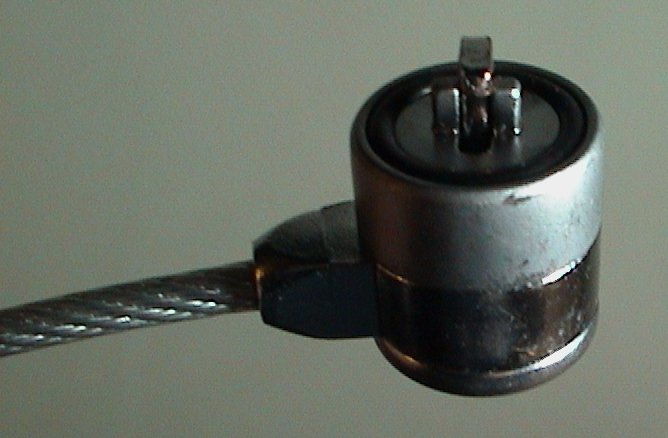
El connector en si